# Gert Handberg
Gert Handberg (ur. 30 maja 1969 w Brastrup) – duński żużlowiec.

## Życiorys
Pierwszy znaczący sukces w swojej karierze osiągnął  w roku 1986, zwyciężając w Młodzieżowych Indywidualnych Mistrzostwach Danii. W 1989 został srebrnym medalistą Drużynowych Mistrzostw Świata, a w dwa tygodnie po tym sukcesie został Indywidualnym Mistrzem Świata Juniorów w Lonigo. W tym samym roku zadebiutował w finale Indywidualnych Mistrzostw Danii, w których łącznie zdobył 4 medale: złoty (1992), srebrny (1991) i dwa brązowe (1989, 1994). W sezonie 1991 zdobył złoty medal DMŚ. W 1992 r. zdobył brązowy medal Indywidualnych Mistrzostw Świata oraz zwyciężył w Indywidualnym Pucharze Mistrzów.
W latach 1988–1993 startował w brytyjskiej lidze żużlowej, we wszystkich 6 sezonach reprezentując barwy klubu Cradley Heath. W drużynowych rozgrywkach w Polsce pojawił się w roku 1992, reprezentując  Unię Tarnów, w której startował do 1994. Po kilkuletniej przerwie powrócił do polskiej ligi, startując w Apatorze Toruń (1999–2000) oraz Starcie Gniezno (2001–2002).
W roku 2002 zakończył karierę sportową.

## Przynależność klubowa
Dania
- HSK Holsted
- Herning
- do uzupełnienia

Wielka Brytania
- Cradley Heath Heathens (1988–1993)

Szwecja
- Dackarna Målilla (1992)

Polska
- Unia Tarnów (1992–1994)
- Apator Toruń (1999–2000)
- Start Gniezno (2001–2002)

## Osiągnięcia
Indywidualne Mistrzostwa Świata 
- 1991 -  Göteborg - nie startował → wyniki
- 1992 -  Wrocław - 3. miejsce - 10 pkt → wyniki

Indywidualne Mistrzostwa Świata Juniorów 
- 1989 -  Lonigo - 1. miejsce - 13+3 pkt → wyniki

Drużynowe Mistrzostwa Świata
- 1989 -  Bradford - 2. miejsce - 9 pkt → wyniki
- 1991 -  Vojens - 1. miejsce - 8 pkt → wyniki
- 1992 -  Kumla - 4. miejsce - 0 pkt → wyniki

Indywidualne Mistrzostwa Danii 
- 1989 - Slangerup - 3. miejsce - 13 pkt → wyniki
- 1990 - Outrup - 6. miejsce - 9 pkt → wyniki
- 1991 - Fredericia - 2. miejsce - 13 pkt → wyniki
- 1992 - 2 rundy - 1. miejsce - 27 pkt → wyniki
- 1994 - 2 rundy - 3. miejsce - 21 pkt → wyniki
- 1995 - 2 rundy - 4. miejsce - 21 pkt → wyniki
- 1996 - 2 rundy - 6. miejsce - 19 pkt → wyniki
- 1998 - Outrup - 10. miejsce - 7 pkt → wyniki
- 1999 - Munkebro - 6. miejsce - 9 pkt → wyniki
- 2000 - Outrup - 13. miejsce - 4 pkt → wyniki
- 2001 - Outrup - 10. miejsce - 7 pkt → wyniki
- 2002 - Outrup - 8. miejsce - 7 pkt → wyniki

Młodzieżowe Indywidualne Mistrzostwa Danii 
- 1986 - Slangerup - 1. miejsce - 12+3 pkt → wyniki